# Черна (Сьредський повіт)
Черна (пол. Czerna, нім. Tschirnau) — село в Польщі, у гміні Менкіня Сьредського повіту Нижньосілезького воєводства.
Населення — 133 особи (2011).
У 1975-1998 роках село належало до Вроцлавського воєводства.

## Демографія
Демографічна структура станом на 31 березня 2011 року:
|          | Загалом | Допрацездатний вік | Працездатний вік | Постпрацездатний вік |
| -------- | ------- | ------------------ | ---------------- | -------------------- |
| Чоловіки | 72      | 17                 | 48               | 7                    |
| Жінки    | 61      | 12                 | 38               | 11                   |
| Разом    | 133     | 29                 | 86               | 18                   |